# Matrimonio per papà
Matrimonio per papà (Au Pair) è un film TV statunitense del 1999, il primo di una trilogia che include anche Matrimonio per papà 2 e Vacanza in paradiso.

## Trama
Jennifer Morgan, detta semplicemente Jenny, è una neolaureata in economia, intelligente e con tanta voglia di lavorare. Quando va ad un colloquio per entrare a far parte della CCI, per errore viene assunta come babysitter dei figli del capo della società, l'affascinante Oliver Caldwell, e viene mandata a Parigi. Lì conosce l'autista di Caldwell, Nigel Kent, i figli Kate e Alex e la fidanzata e collega di lavoro Vivian Berger.
Jenny scoprirà che i piccoli Caldwell, da quando è morta la loro mamma, passano tutto l'anno scolastico con la nonna e l'estate con il padre, ma lui lavora sempre, per questo assume babysitter, che poi però scappano via a causa degli scherzi dei bambini. Dopo un inizio burrascoso, Jenny e i bambini diventano amici (grazie a loro comincia anche a vestirsi in un modo elegante che incanta Oliver). Ma c'è un problema: Oliver si sta innamorando di Jenny e quindi Vivian, che vuole sposare Oliver solo per i soldi, affretta i preparativi per il matrimonio senza dire niente ad Oliver e mandando via Jenny e i bambini.
Dopo aver scoperto il suo fidanzato Charlie con un'altra ragazza, Jenny, Kate e Alex, al verde a causa di un furto, prendono un traghetto che si pagano lavorando come camerieri e poi vengono accompagnati al castello di Oliver di Vienna da un contadino e sua figlia. Vivian fa credere ad Oliver che Jenny sia una spia e allora lui la licenzia, ma grazie ad un video girato da Kate e Alex, scopre le vere intenzioni della sposa e la caccia via dal castello.
Dopo aver fatto pace, Oliver e Jenny si baciano, mentre Nigel, Kate e Alex li spiano.